# 天主教姆巴爾馬約教區
天主教姆巴爾馬約教區（拉丁語：Dioecesis Mbalmayoensis）是喀麥隆一個羅馬天主教教區，屬雅溫德總教區。
教區成立於1961年6月24日，2004年有教友175,000人（佔轄區總人口59.9%）、六十個堂區、四十名司鐸。現任教區主教為阿達爾貝特·恩扎納。

## 歷任主教
1. 保祿‧埃托加†（1961年6月24日－1987年3月3日）
2. 阿達爾貝特‧恩扎納（1987年3月7日－）